# 莊啟程
莊啟程，MBE，JP（Vicwood Chong Kee Ting ，1940年—），男，福建晉江人，香港太平紳士和菲律賓蘇丹王，保良局庚午年主席。身兼港區全國政協委員和特區首屆推選委員會委員。畢業於廈門大學。

## 经营
莊啟程創辦的維德集團，經營房地產及貿易等，包括維德廣場（現稱無限極廣場）、藍灣半島等。
莊啟程曾經捐資創辦香港保良局莊啟程預科書院、保良局莊啟程小學及保良局莊啟程夫人幼稚園等。
90年代在蘇州高新技術開發區，9億美元建設維德工業城，1.2平方公里面積，在其中創建維德木業（蘇州）有限公司、德華建材（蘇州）有限公司、維隆木業（蘇州）有限公司、維德建材（蘇州）有限公司、維勝木業（蘇州）有限公司等現代化生產企業，形成建築及裝修材料產業供應鏈，是中國內地木材加工基地。